# Miñiques
Miñiques – kompleks wulkaniczny leżący w północnym Chile, w regionie Antofagasta. Należy do typu stratowulkanów. Zbudowany jest ze skał bazaltowo-andezytowych. Jego szczyt zawiera 3 kratery, częściowo wypełnione kopułą wulkaniczną i lawą. Około 8 km na północ od kompleksu wulkanicznego położone są jeziora Laguna Miscanti oraz Laguna Miñiques. Kiedyś było to jedno jezioro, aby zostało w przeszłości podzielone na dwie części przez wypływającą z wulkanu lawę. 
Jest wulkanem wygasłym – w ciągu ostatnich 10 tysięcy lat jego erupcja prawdopodobnie nie nastąpiła ani razu.